# Lamposaari (ö i Södra Karelen, Villmanstrand, lat 61,17, long 27,45)
Lamposaari är en ö i Finland. Den ligger i sjön Virmajärvi och i kommunen Savitaipale i den ekonomiska regionen  Villmanstrands ekonomiska region  och landskapet Södra Karelen, i den södra delen av landet, 170 km nordost om huvudstaden Helsingfors. Öns area är 30,8 hektar och dess största längd är 0,8 kilometer i sydöst-nordvästlig riktning.